# スターリングラードの聖母
スターリングラードの聖母（ドイツ語: Stalingradmadonna）は、塹壕のマドンナの呼び名でも知られる、1942年のスターリングラードの戦いの前線において、ドイツ国防軍の軍医だったクルト・ロイバー（1906年-1944年）によって描かれた聖母マリアの肖像画である。原画はベルリンのカイザー・ヴィルヘルム記念教会で展示されており、現在では、第二次世界大戦の間、ドイツとその敵国だったイギリスやロシアとの和解の象徴として、ベルリン大聖堂、コヴェントリー大聖堂、そしてヴォルゴグラードのカザン大聖堂にも、複製が架けられている。

## 構図
この作品は、木炭によって描かれた、3フィートx4フィート（900mm x 1200mm）の大きさの簡単な素描である。巨大なショーツにくるまったマリアが幼いイエスを彼女の頬に抱き寄せている姿が描かれている。右側の端には、『ヨハネによる福音書』から引用されたLicht, Leben, Liebe（光、生命、愛）という言葉が書かれ、ロイバーは、左側の端にWeihnachten im Kessel 1942（1942年、釜の中のクリスマス）という言葉を配し、下側の端には、Festung Stalingrad (スターリングラード要塞) と書かれている。釜（Kessel）は、包囲を受けた軍事拠点を示すドイツ語の言葉であり、そして、スターリングラード要塞とは、包囲された軍を示す、ナチスの報道における呼称だった。

## 歴史
この絵画は、1942年12月にスターリングラードの戦いの前線において、ドイツ国防軍に所属する医師であり、プロテスタントの牧師だったクルト・ロイバー中尉によって描かれた。ロイバーは次のように書いている。
続けて、彼は次のように付け加えた。
後にロイバーは、彼の部隊のお祝いをした際、彼の塹壕の中で素描をかけた。彼はそれを彼の指揮のもとにある兵士たちが分かち合う、キリスト教に対する献身の瞬間と表現した。
スターリングラードの聖母は、第16装甲師団の大隊長だったヴィルヘルム・グロッセ博士によって、包囲を受けていたドイツ第6軍から離脱する最後の貨物機でスターリングラードから運び出された。第6軍が降伏した後に捕虜になったロイバーは、1944年にソビエト連邦の捕虜収容所で没した。スターリングラードの聖母とロイバーからの多くの手紙が、彼の家族のもとに届けられた。西ドイツ大統領のカール・カルステンスが、ロイバーの遺児たちに作品をベルリンのカイザー・ヴィルヘルム記念教会に寄贈するよう働きかけるまで、それらは彼らの手元に置かれていた。1983年8月、寄贈の支援に当たった出版業者であるアクセル・シュプリンガー、ロイバーの3人の遺児たち、記念教会の理事会の長を務めていたルイ・フェルディナント公が参列して、献納を記念する式典が開かれた。

## 参照

### 関連文献
- Joseph B. Perry, 'The Madonna of Stalingrad: Mastering the (Christmas) Past and West German National Identity after World War II', Radical History Review, Issue 83 (Spring, 2002), pp. 7–27.

- Hans Gerhard Christoph, `The Madonna of Stalingrad: FLZ Bavariae S.8.March 2014